# Niederauerbach (Rodewisch)
Niederauerbach ist ein historischer Ortsteil von Rodewisch in Sachsen. Gemeinsam mit den Ortsteilen Ober- und Untergöltzsch bildet er die heutige Stadt Rodewisch.

## Lage

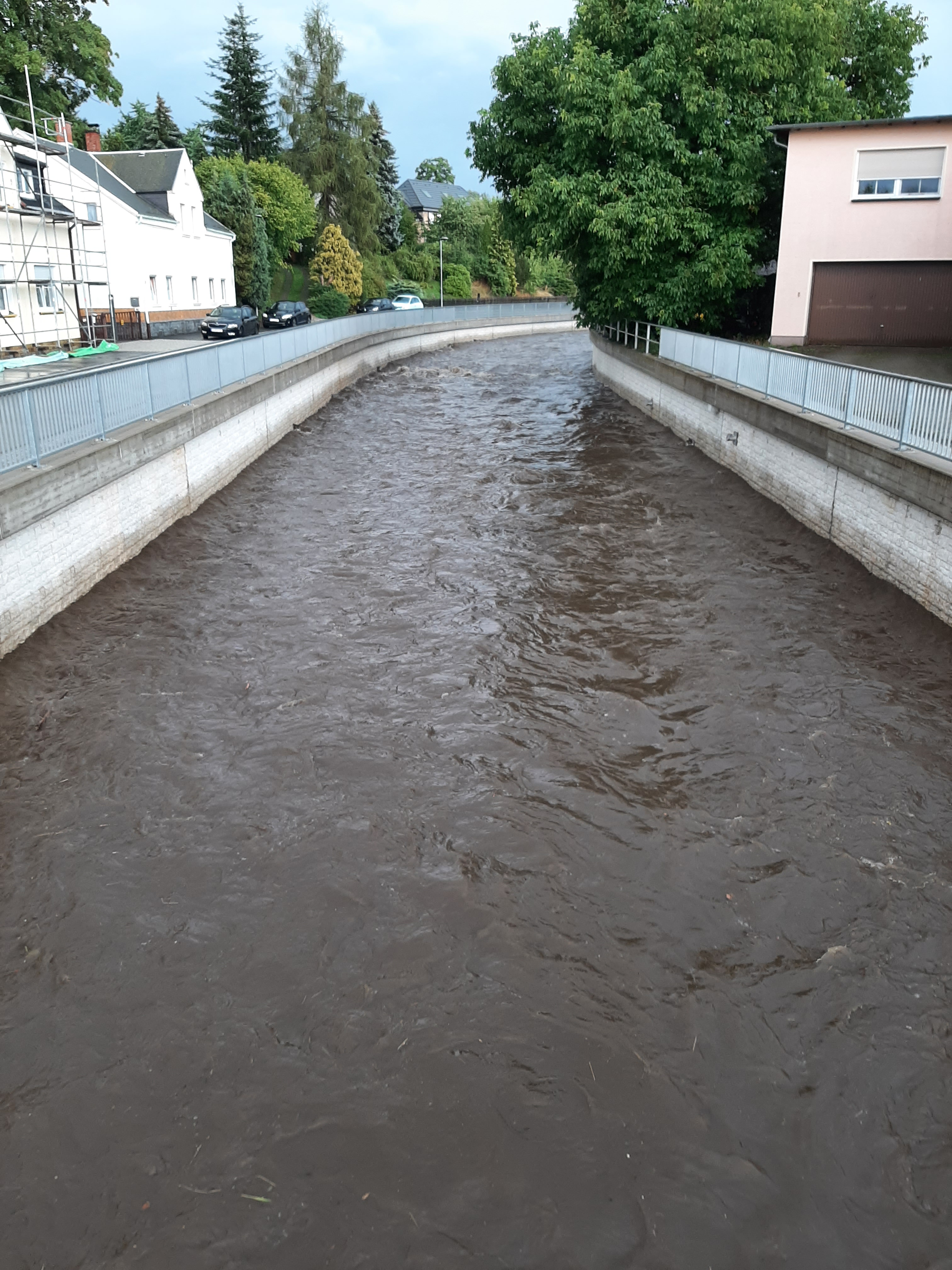
Die Göltzsch im „Unterdorf“.

Niederauerbach ist vom heutigen Ortskern Rodewischs etwa 1000 m in nordwestliche Richtung gelegen. Die Ortschaft liegt im Göltzschtal auf einer Höhe von etwa 424 m ü. NN. Es ist die nördlichste der drei Fusionsgemeinden von 1856. Zentrum des Ortsteils war das ehemalige Rittergut Niederauerbach. Es liegt linksseits der Göltzsch. Auf dem Bergrücken zwischen Treba und Göltzsch befindet sich der nach dem Brauereigründer Johann Schmidt benannte Schmidts Teich als größtes stehendes Gewässer. Im Winter wurden aus dem Eis Blöcke zur Bierkühlung geschnitten.

## Geschichte
Niederauerbach war nie, wie der Name vermuten lässt, Ortsteil der heutigen Stadt Auerbach.
Erstmals erwähnt wurde die Ortschaft 1450. Vermutlich ist sie schon etwas früher entstanden. Durch Erbteilung derer von Planitz entstanden 1602 die drei Rittergüter Ober- und Untergöltzsch sowie Niederauerbach. Niederauerbach war ein neuschriftsässiges Rittergut. Mit 6143,42 Steuereinheiten (um 1840) handelte sich um ein im sächsischen Vergleich mittelgroßes Gut. Am 20. März 1846 starb Johann Carl Freiesleben, der den Ort in seiner Funktion als Direktor des Messingwerkes besuchte, in Niederauerbach.
Das Rittergut Niederauerbach mit Herrenhaus, erstmals 1606 erwähnt, wurde in der heutigen Form um 1890 durch Paul Heermann gebaut. Zu DDR-Zeiten wurde die Hofanlage erweitert, um für eine Pferde-Deckstation Platz zu schaffen. Heute wird das renovierte Herrenhaus gewerblich genutzt.

Rittergut Niederauerbach
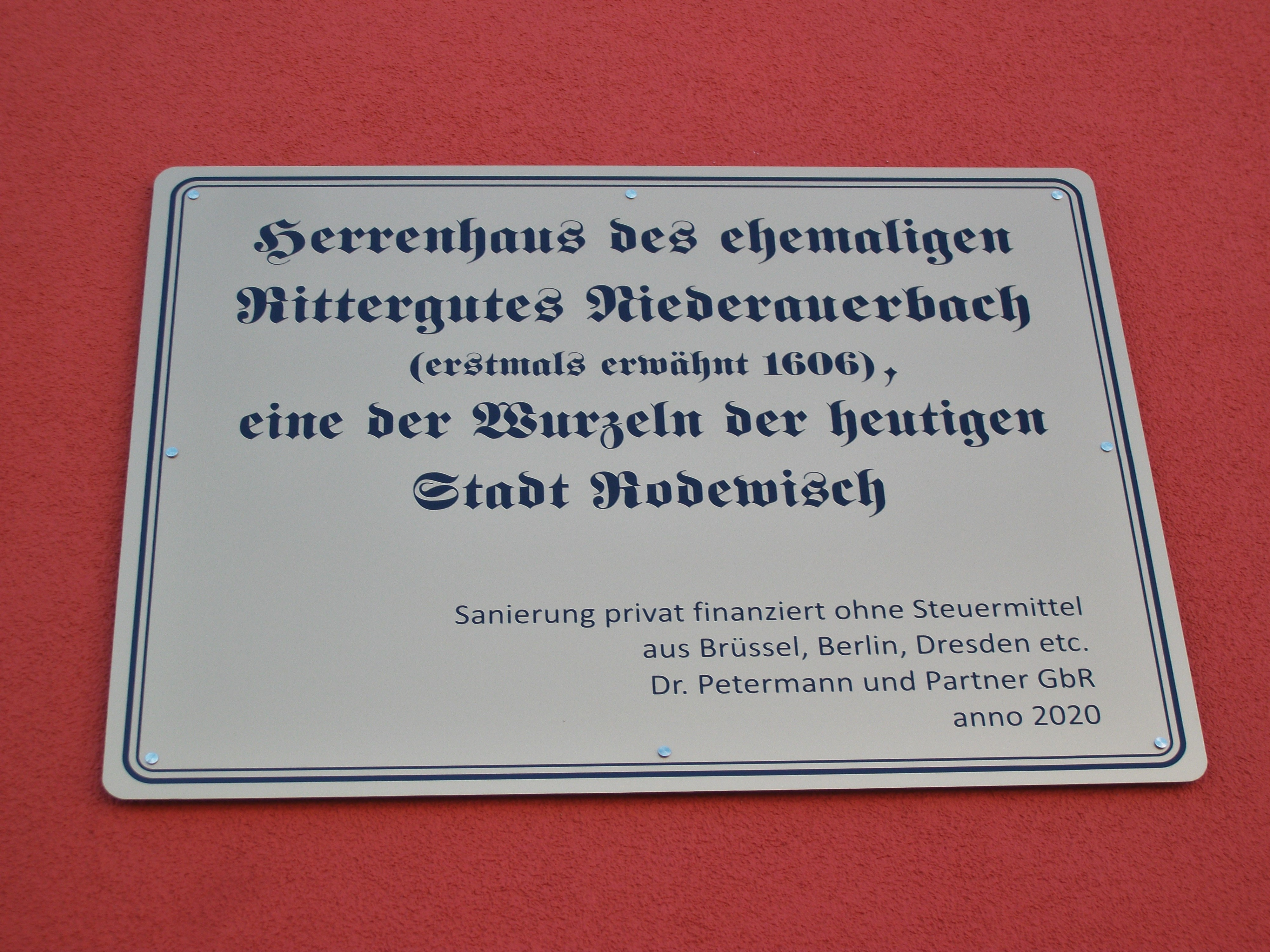
Tafel am ehemaligen Rittergut
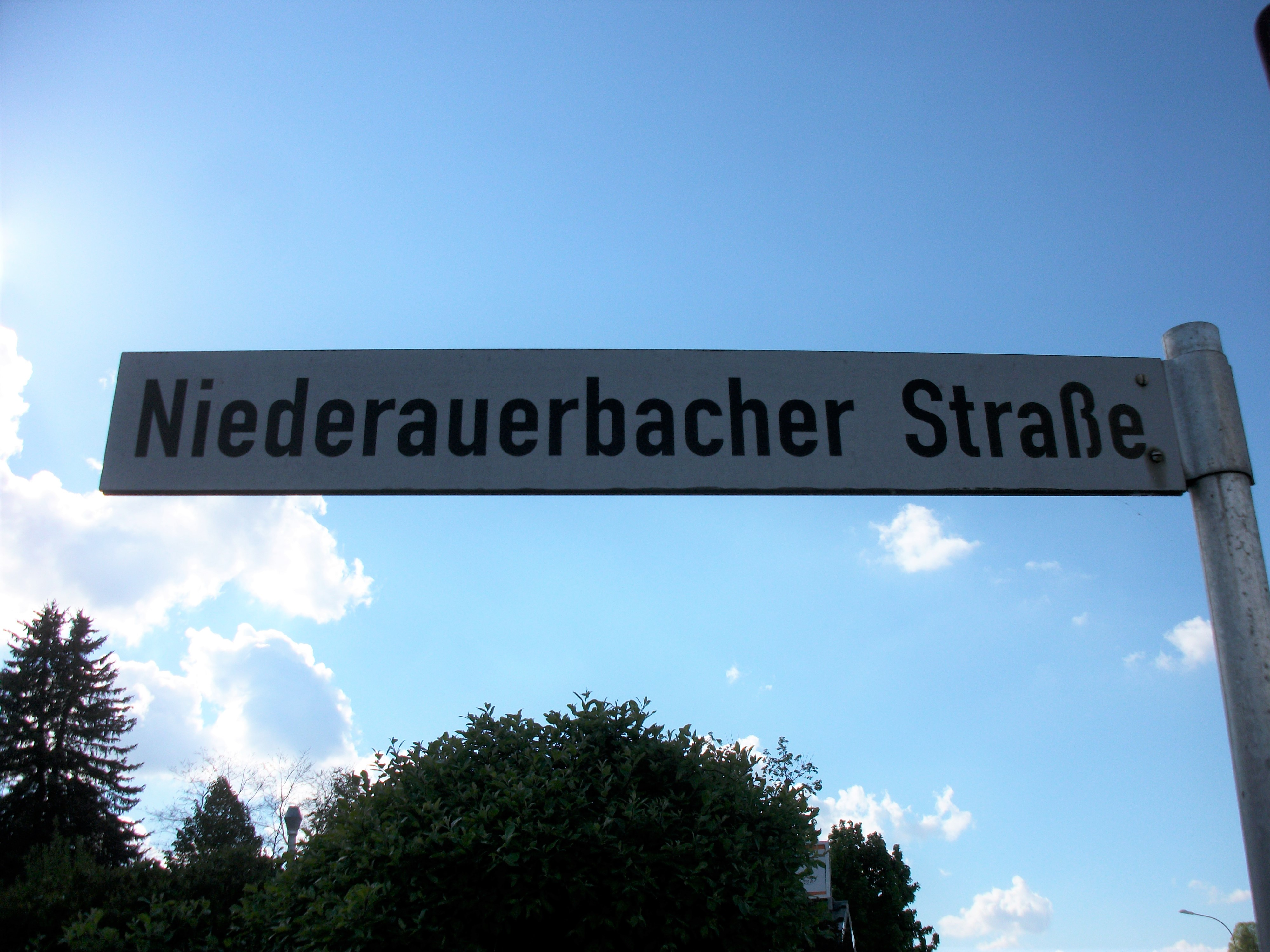
Straßenschild „Niederauerbacher Straße“ im heutigen „Unterdorf“

Für 1661 (nach Dreißigjährigem Krieg und Pest) berichtet das Kirchenbuch: „Unter Auerbach  1 Messingwergk, 3 Mühlen, 7 Güter und 13 Häuslein ... obwohl das Hütten- und Hammerwergk etwaß angebaut, so ist doch augenscheinlich, daß der Hoheofen gantzs Caduc [unbrauchbar], dahero die Eisentradmühle Caduc, das Zeinhauß Caduc.“ Für 1880 sind für das Rittergut Niederauerbach (nebst Messingwerk) 13 Häuser und 94 Bewohner bekannt.
Von 1606 bis 1856 gehörte der Ort zum Amt Plauen, danach bis 1995 zu einer von Auerbach aus verwalteten Gebietskörperschaft (ab 1856 Gerichtsamt Auerbach, ab 1875 Amtshauptmannschaft Auerbach, ab 1952 (in DDR und BRD) (Land-)Kreis Auerbach). Seit 1996 gehört der Ort zum Vogtlandkreis.
1791 gehörte das relativ weit entfernte Jägersgrün zum Rittergut Niederauerbach. Der Ortsteil ist seit 1578 nach Rodewisch eingepfarrt. Im Gegensatz zur gemeinsamen Gerichtsbarkeit, die erst 1856 durch den Zusammenschluss der drei 1602 getrennten Rittergüter erreicht wurde, gab es eine gemeinsame Kirchgemeinde.

### Ortsnamen
Im Laufe der Zeit änderte sich der Name des Ortsteils wie folgt:
- 1450: Nyder Uwerbach,
- 1460: Nider Auerbach,
- 1553: Niederawerbach,
- 1578: Unterauerbach,
- 1593: Niederauerbach,[8]
- ab 1750: Niederauerbach.[9]

## Wirtschaft

### Messingwerk Niederauerbach
Schon zur Gründung des Ortsteils war ein Eisenhammer vorhanden. 1473 wurde es erstmals erwähnt. Er wurde 1593 durch den kursächsischen Floßmeister Peter Ficker erworben. 1603 wurde dieses in ein Messingwerk umgewandelt. Kursächsisch privilegiert war es lange Zeit das sachsenweit einzige. Es prägte jahrhundertelang die Wirtschaft Niederauerbachs, bis es 1924 stillgelegt wurde. Betrieben wurde es zuletzt seit 1919 vom Unternehmen Vogtländische Metallwerke AG mit Sitz in Rodewisch, das trotz der Produktionseinstellung weiterexistierte und sich ab 1927 unter der geänderten Firma Rodewischer Textilwerke-AG der Textilherstellung widmete. Zwei alte Aktien entsprachen dabei dem Anrecht auf eine neue Aktie. Heute erinnert nur noch ein Essen-Stumpf an das Messingwerk.
Auf dem Gelände an der Bundesstraße 94 befindet sich derzeit ein Hellweg-Baumarkt. Zuvor waren dort die Textilbetriebe Tefzet und Rotex tätig.

Überreste des einst ortsprägenden Messingwerkes
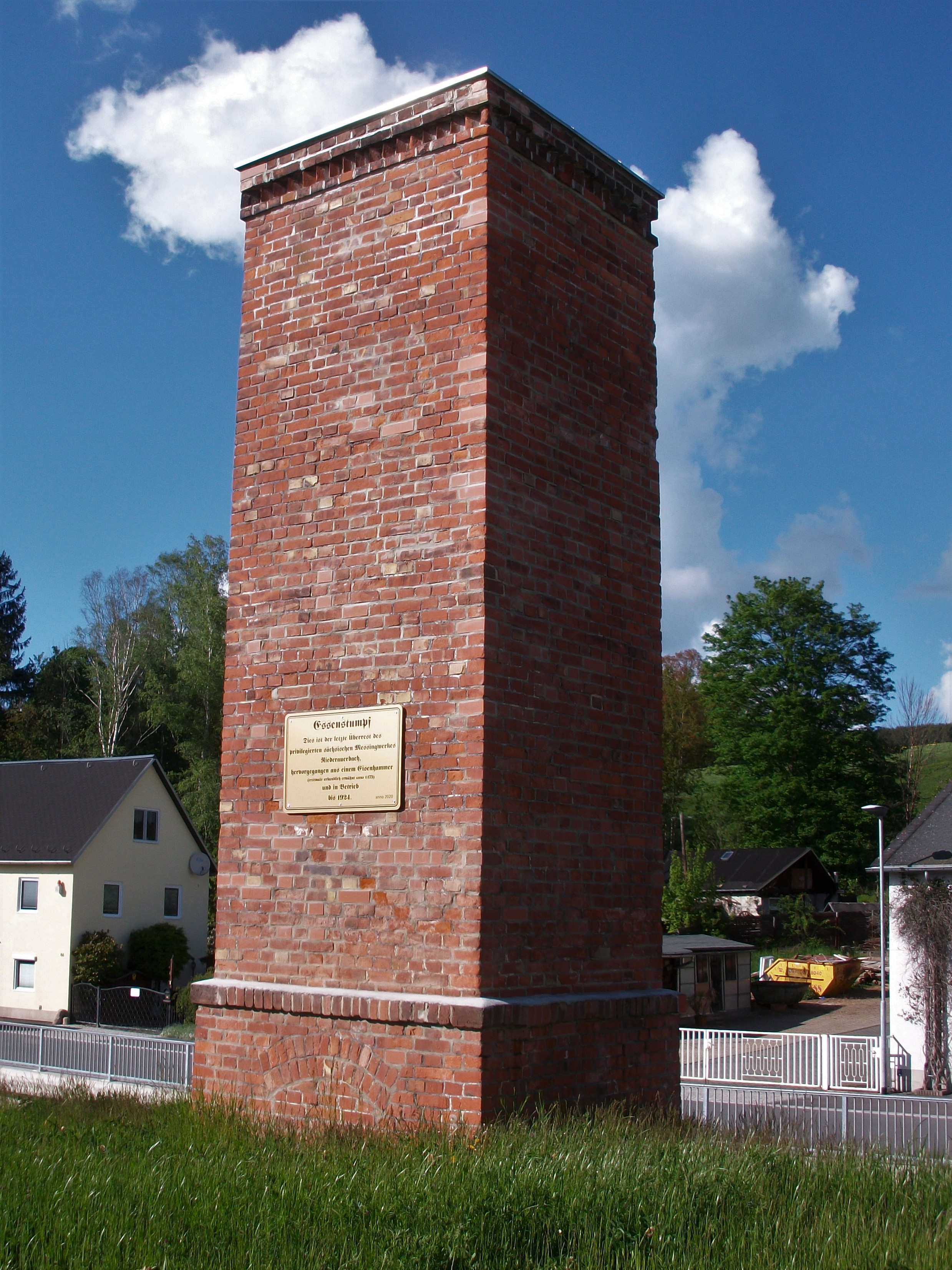
Essenstumpf des ehemaligen Messingwerks
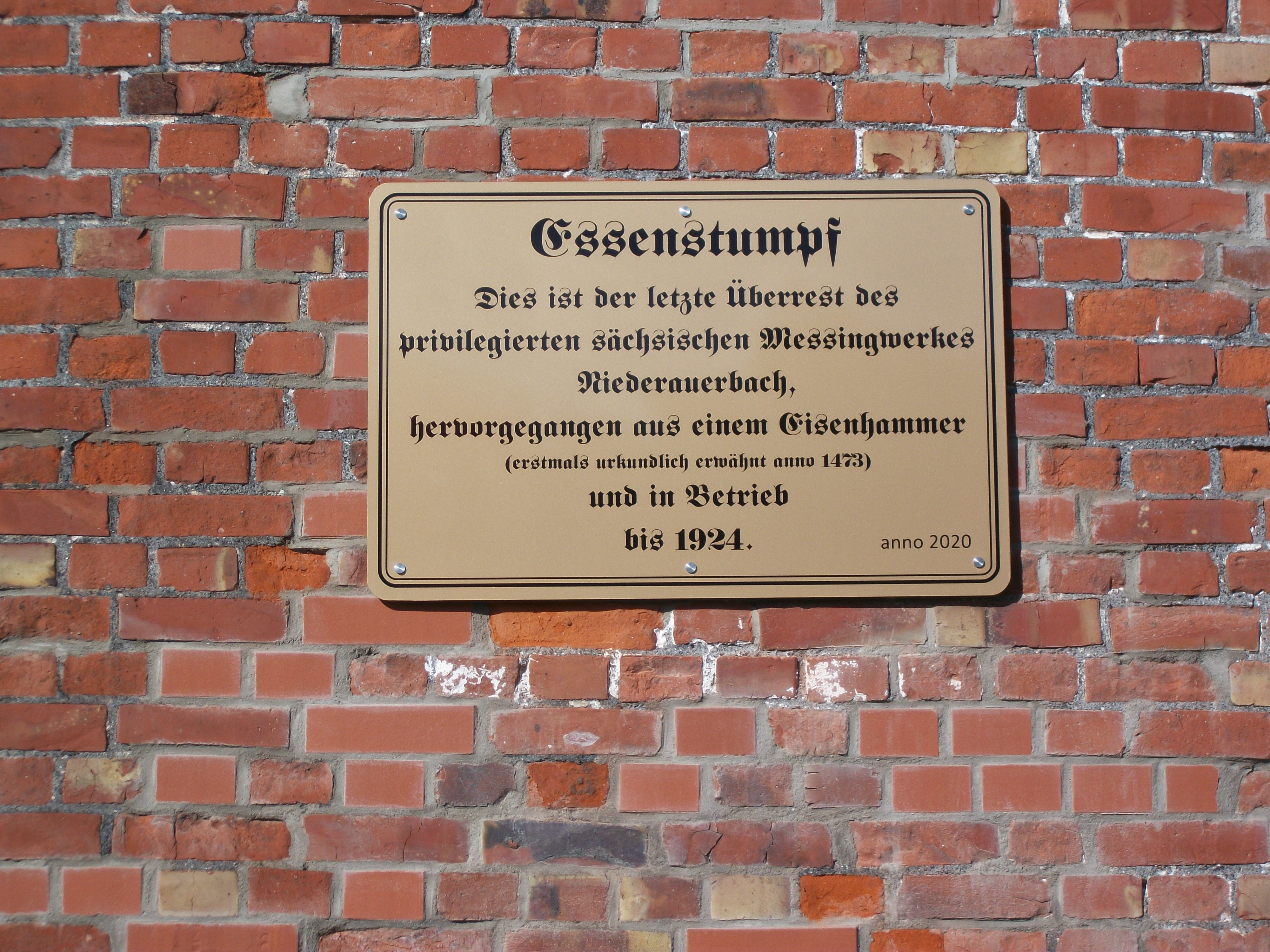
Tafel am sanierten Essenstumpf aus dem Jahr 2020

### Brauerei J. F. Schmidt
Seit 1854 begann die Schmidtsche Brauerei zu brauen. Im Jahr 1856 pachtete Braumeister Johann Friedrich Schmidt die sogenannte Ritterguts-Brauerei von Niederauerbach. 5 Jahre später brannte die Brauerei samt Gasthof zum Messingwerk (späteres Schützenhaus) ab. 1872 erwarb Schmidt ein Gut an der Lengenfelder Straße und errichtete dort ein Brauhaus und setzte auch den Gutsbetrieb fort. 1897 wurde das Saalfeld-Gut oberhalb der Brauerei hinzugekauft. Schmidt warb damit die „einzige Brauerei am Ort“ zu sein und sowohl Pilsner, als auch Bairisch-Schankbier, Böhmisch, Weißbier und Einfach anzubieten. 1913 beschäftigte das Unternehmen bereits 16 Angestellte und produzierte 29.000 hl Bier. Schmidts Söhne führten das Unternehmen, das inflationsbedingt in Schwierigkeiten gekommen war weiter; 1943 übernahm Schmidts Enkelin Elisabeth das Unternehmen. Als 1953 Enkel Otto Schmidt in die BRD flüchtete, wurde sein Anteil Volkseigentum. Die Firma wurde umbenannt in Vogtlandquell-Brauerei Rodewisch und wurde wenig später Teil der Exportbier-Brauerei Wernesgrün. 1972 wurde der Betrieb aufgrund veralteter Produktionsmittel eingestellt; die Räume wurden noch als Lager genutzt. Nach der Wiedervereinigung wurde der Gebäudekomplex nach fast 150-jährigem Bestehen ab 1992 sukzessive abgebrochen. Zwar wurde 1998 darüber nachgedacht, das Hauptgebäude umzugestalten, was allerdings nie realisiert wurde.
Heute ist kein Überrest der Brauerei mehr vorhanden. Am ehemaligen Standort befindet sich ein Komplex von Einzelhandelsgeschäften.

## Persönlichkeiten

### Geboren/Verstorben in Niederauerbach
- † Peter Ficker (vor 1580–1627), Gründer des Messingwerkes
- * Georg Abel Ficker (1585–1652), kursächsischer Hof- und Justizrat, Unternehmer und Rittergutsbesitzer
- † Johann Carl Freiesleben (1774–1846), sächsischer Oberberghauptmann, Geschäftsführer des Messingwerkes

## Belege
1. ↑  Hans Otto Gericke: Das privilegierte sächsische Messingwerk Niederauerbach i. Vogtl. - Die Geschichte eines bedeutenden Hüttenwerkes von 1593 bis 1926. Kapitel 2: Vom Eisenhammer zum Messingwerk in Niederauerbach. Hrsg.: Wolfgang Günther. Vogtland-Verlag, Plauen-Jößnitz 2008, ISBN 978-3-928828-45-1, S. 40.
2. 1 2  Stadt Rodewisch - Geschichte von Rodewisch. Abgerufen am 17. Mai 2022.
3. ↑  Sächsisches Staatsarchiv: Sächsisches Staatsarchiv. Abgerufen am 15. November 2022.
4. ↑  Herrenhaus Niederauerbach in Rodewisch. Abgerufen am 17. Mai 2022.
5. ↑  Rodewisch: Rittergut Niederauerbach | Sachsens Schlösser. 12. August 2012, abgerufen am 17. Mai 2022 (deutsch).
6. ↑  aus: St.-Petri-Kirche Rodewisch. Geschichtliche Streifzüge. Förderverein zur Erhaltung der St.-Petri-Kirche Rodewisch 2008 (Hrsg.). Siegfried Walther. Rodewisch. 2008
7. ↑  Alphabetisches Verzeichniss der im Königreiche Sachsen belegenen Stadt- und Landgemeinden
8. ↑  Sächsisches Staatsarchiv, GB AG Auerbach Nr. 043a
9. ↑  Auerbach, Nieder- – HOV | ISGV. Abgerufen am 17. Mai 2022.
10. ↑  Siegfried Walther: Rodewisch im Wandel der Zeit - Eine Chronik und ein wenig mehr... Kapitel 2: Die Ortsteile von Rodewisch. Hrsg.: Stadtverwaltung Rodewisch. Rodewisch 2011, ISBN 978-3-942267-16-8, S. 34.
11. ↑  Rodewisch geschichtl. Abgerufen am 17. Mai 2022.
12. ↑  Handbuch der deutschen Aktiengesellschaften, 37. Ausgabe 1932, Band 4, S. 5982.
13. ↑  Gerd Bertele, Wolfgang Schwarzer: Gruss [sic!] aus Rodewisch. Das alte Rodewisch auf 111 hundertjährigen Ansichtskarten mit Rützengrün, Röthenbach und dem Steinberg. Hrsg.: Gerd Bertele, Wolfgang Schwarzer. Teil 2. Eigenverlag, Rodewisch 2023.
14. ↑  Siegfried Walther: Rodewisch im Wandel der Zeit - Eine Chronik und ein wenig mehr... Kapitel 11: Der Industriestandort Rodewisch. Hrsg.: Stadtverwaltung Rodewisch. Rodewisch 2011, ISBN 978-3-942267-16-8, S. 147–148.